# Синьхуа (Лоуди)
Синьхуа́ (кит. упр. 新化, пиньинь Xīnhuà) — уезд городского округа Лоуди провинции Хунань (КНР).

## История
Уезд был образован во времена империи Сун в 1072 году.
В 1947 году южная часть уезда была передана в состав нового уезда Лунхуэй.
После образования КНР в 1949 году был создан Специальный район Шаоян (邵阳地区), и уезд вошёл в его состав. В 1951 году из уезда был выделен в Особый район Инькуаншань (锡矿山特区), но в 1952 году он был расформирован, а его территория вернулась в состав уезда. 16 февраля 1952 года на стыке уездов Аньхуа, Шаоян, Сянсян и Синьхуа был образован новый уезд Ланьтянь. 9 июля 1961 года из уезда Синьхуа был выделен отдельный город Лэнцзян (冷江市), но 20 октября 1962 года это решение было отменено.
10 октября 1969 года из уезда Синьхуа был выделен городской уезд Лэншуйцзян.
В 1970 году Специальный район Шаоян был переименован в Округ Шаоян (邵阳地区).
Постановлением Госсовета КНР от 29 сентября 1977 года северная часть Округа Шаоян была выделена в отдельный Округ Ляньюань (涟源地区), и уезд перешёл в его состав.
Постановлением Госсовета КНР от 11 декабря 1982 года Округ Ляньюань был переименован в Округ Лоуди (娄底地区).
Постановлением Госсовета КНР от 20 января 1999 года округ Лоуди был преобразован в городской округ.

## Административное деление
Уезд делится на 19 посёлков и 7 волостей.

## Экономика
Популярной туристической локацией являются террасные поля Цзыцюэцзе, включённые в список Всемирного наследия ирригационных сооружений.